# François-Nicolas Martinet
François-Nicolas Martinet (1760 circa – 1800) è stato un ingegnere, incisore e naturalista francese.
Martinet incise le tavole che accompagnarono numerose opere di storia naturale, specialmente di argomento ornitologico, come l'Ornithologia, sive Synopsis methodica di Mathurin Jacques Brisson (1760-63).